# Diffusione di responsabilità
La diffusione di responsabilità è un fenomeno sociopsicologico, considerato come una forma di attribuzione, dove una persona ha minori probabilità di assumersi responsabilità per un'azione quando altri sono presenti. L'individuo assume o che gli altri siano responsabili di agire o che abbiano già preso tale responsabilità. Il fenomeno tende a presentarsi in gruppi di persone sopra un certo numero e quando la responsabilità non è specificatamente assegnata. La diffusione accade raramente quando la persona è sola, e aumenta con gruppi di tre o più persone.
Ad esempio, in situazioni di emergenza, le persone sentono meno la responsabilità di rispondere o chiedere aiuto se sanno che ci sono anche altri che stanno osservando la situazione - se sanno di far parte del gruppo di testimoni. In altri contesti di gruppo (in cui un gruppo è incaricato di completare un'attività o raggiungere un determinato obiettivo), la diffusione della responsabilità si manifesta come la minore responsabilità che ciascun membro sente di contribuire e di lavorare per raggiungere il compito o l'obiettivo. La diffusione della responsabilità è presente in quasi tutti i gruppi, ma a vari livelli, e può essere mitigata riducendo la dimensione del gruppo, definendo aspettative chiare e aumentando esplicitamente la responsabilità di ognuno.

## Esempi

### Crimini di guerra
La diffusione della responsabilità per i crimini di guerra perpetrati durante la seconda guerra mondiale fu notoriamente usata come difesa legale da molti dei nazisti processati a Norimberga. Una difesa simile fu utilizzata dagli imputati accusati nel massacro di My Lai. A causa della diffusione di responsabilità, gli imputati non sentivano la responsabilità personale di aiutare o almeno non danneggiare le vittime, ma si sentivano come se stessero solo seguendo gli ordini, e non si sentivano responsabili o colpevoli delle proprie azioni. Incolpavano coloro che dicevano loro di eseguire gli ordini piuttosto che incolpare se stessi per le atrocità che stavano commettendo. La diffusione di responsabilità è una causa probabile per molti di questi sentimenti e azioni, ma altri possibili fattori che possono aver contribuito includono l'antisemitismo esistente in Germania a quel tempo e le minacce imposte dai funzionari nazisti.

### Sul posto di lavoro
La diffusione di responsabilità può essere vista sul posto di lavoro attraverso la risposta alle e-mail di massa rispetto a quelle personalizzate. Quando vengono inviate e-mail di massa, le persone sentono una mancanza di responsabilità a causa del fatto che le e-mail non sono state indirizzate a loro personalmente. Questo è un chiaro esempio di diffusione di responsabilità. Gli studi hanno dimostrato che le risposte alle e-mail sono più efficaci e più lunghe se indirizzate personalmente, a causa di un maggiore senso di responsabilità, rispetto a una e-mail di massa.
Un altro esempio di diffusione di responsabilità si verifica rispetto alla segnalazione di illeciti sul posto di lavoro. Molte persone impiegate da società che commettono regolarmente frodi contabili non segnalano tali frodi. Anche questo comportamento è stato attribuito ai concetti di mancanza di responsabilità e disimpegno morale. Come accennato in precedenza, è stato dimostrato che molte persone spesso si concentrano così tanto sui compiti individuali, che dimenticano di pensare alle responsabilità morali. Pertanto, per esse non è nemmeno possibile prendere in considerazione la denuncia. Anche nelle aziende in cui la denuncia è sollecitata, le persone continuano a non denunciare, poiché presuppongono che altri si assumano la responsabilità, causando sentimenti simili a quelli della diffusione di responsabilità.

### Autovetture autonome
Le autovetture autonome richiedono che un guidatore umano sia sempre attento e che intervenga se necessario. Una preoccupazione per la sicurezza di tali vetture è che gli esseri umani hanno meno probabilità di mantenere l'attenzione se il sistema automatizzato ha una responsabilità parziale per la guida.

## Cause
La diffusione di responsabilità si verifica in contesti di gruppi numerosi e in condizioni sia prosociali che antisociali. In situazioni prosociali, la disponibilità delle persone a intervenire o assistere qualcuno nel bisogno è inibita dalla presenza di altre persone. L'individuo crede che altre persone presenti possano o debbano intervenire. Pertanto, l'individuo non percepisce la situazione come sotto la propria responsabilità di agire. Ciò di norma non accade se l'individuo crede di essere l'unico a conoscenza della situazione. Inoltre, gli individui possono diventare riluttanti a fornire aiuto per paura di come gli altri testimoni giudicheranno il loro intervento.

### Anonimato
È più probabile che si verifichi una diffusione di responsabilità in condizioni di anonimato. In situazioni prosociali, gli individui hanno meno probabilità di intervenire quando non conoscono la vittima personalmente. Piuttosto, credono che qualcuno che è in relazione con la vittima possa intervenire. In situazioni antisociali, è più probabile che si verifichino comportamenti negativi quando la persona fa parte di un gruppo di individui similmente motivati. In questo caso il comportamento è guidato dagli effetti deindividuanti dell'appartenenza al gruppo e dalla diffusione dei sentimenti di responsabilità personale per le conseguenze. Come parte di questo processo, gli individui diventano meno autocoscienti e avvertono un maggiore senso di anonimato. Di conseguenza, è meno probabile che si sentano responsabili di qualsiasi comportamento antisociale eseguito dal gruppo. La diffusione di responsabilità è anche un fattore causale che regola gran parte del comportamento della folla, nonché l'assunzione di rischi in gruppo.

### Divisione del lavoro
La diffusione di responsabilità può manifestarsi sul posto di lavoro, quando i compiti sono assegnati alle persone in termini di divisione del lavoro. In un contesto economico, la diffusione della responsabilità può essere osservata nei gruppi quando un leader assegna compiti agli individui. Per promuovere il concetto di equità, il leader generalmente assegnerà una pari quantità di lavoro alle persone all'interno del gruppo. Ciò è in parte dovuto all'idea che le persone, in questo caso il leader, in generale vogliono sembrare giuste e gentili.
Secondo Albert Bandura, la diffusione di responsabilità può verificarsi quando i manager creano attività secondarie all'interno di un'organizzazione. Quando le persone sono suddivise rispetto a compiti individuali, spesso possono dimenticare il loro ruolo per l'organizzazione nel suo insieme, e avere una mentalità ristretta nel concentrarsi sul proprio ruolo. Gli individui possono inconsapevolmente diffondere la propria responsabilità verso l'organizzazione facendo solo ciò che è richiesto loro nei rispettivi compiti. Ciò è dovuto al fatto che la loro attenzione per la responsabilità verso l'organizzazione è deviata sui compiti individuali.

### Gerarchie
Nelle organizzazioni, la diffusione di responsabilità può essere osservata sulla base dei ruoli e dei diversi livelli di competenza. Ad esempio, in una struttura gerarchica, in cui la posizione all'interno dell'organizzazione è associata al livello di impegno nei confronti del gruppo, le persone tendono a diffondere la responsabilità verso coloro che hanno un livello superiore nella struttura. Le prove di numerosi studi di ricerca suggeriscono che alcuni dipendenti non si assumonoi la responsabilità perché ritengono di avere uno status inferiore nell'organizzazione. Molte persone nei gruppi di lavoro presumono che le persone a un livello gerarchico superiore siano ritenute maggiormente responsabili e pensano che esse debbano assumersi un livello di responsabilità maggiore. L'associazione del livello di competenza o ruolo e della quantità di lavoro richiesto può far sì che le persone sentano livelli variabili di responsabilità per i propri contributi.

### Dimensione del gruppo
A causa della diffusione di responsabilità, le persone sentono che il loro bisogno di intervenire in una situazione diminuisca all'aumentare del numero di altri testimoni (percepiti). In un esperimento condotto da John Darley e Bibb Latané nel 1968, è stato scoperto che un soggetto aveva molte meno probabilità di aiutare qualcuno in preda a un malore quando pensava che almeno un altro soggetto stesse osservando. La probabilità del soggetto di aiutare diminuiva con l'aumentare del numero di altri soggetti (fino a quattro) che egli pensava stessero osservando. La dimensione del gruppo è quindi un fattore chiave per la diffusione della responsabilità.

### Differenze di genere
La ricerca in passato ha dimostrato che il genere gioca un ruolo in termini di come le persone prendono decisioni sull'aiutare gli altri. Per quanto riguarda la responsabilità sociale di aiutare, le persone si sentono meno inclini ad aiutare coloro che pensano averne meno bisogno. Sulla base di ricerche precedenti, le persone hanno generalmente aiutato le donne e la diffusione della responsabilità era più diffusa quando i maschi avevano bisogno di aiuto, perché lo stereotipo generale era che gli uomini non avessero bisogno di aiuto e potessero gestire le situazioni da soli, mentre le donne erano percepite come più deboli. Una nuova ricerca ha dimostrato che, con il cambiamento dei punti di vista sugli stereotipi sessuali, la diffusione di responsabilità è ora presente anche quando una donna sola ha bisogno di assistenza.

## Conseguenze

### Groupthink
Il pensiero di gruppo si verifica quando ciascuna delle persone che compongono un gruppo desidera e si preoccupa più del raggiungimento del consenso e dell'accordo totale che dell'esame critico, della comprensione e dell'utilizzo delle informazioni.
Impegnarsi nel pensiero di gruppo serve a evitare ogni possibile conflitto o disaccordo quando si prendono decisioni o azioni, preferendo compromessi che non possono essere considerati attraverso argomentazioni ben ponderate che non ricevono l'approvazione unanime del gruppo. Pertanto, il pensiero di gruppo non può portare alle migliori decisioni o soluzioni. Il pensiero di gruppo si verifica quando i membri del gruppo si conoscono a vicenda e cercano l'approvazione reciproca, soprattutto in situazioni stressanti. La diffusione di responsabilità contribuisce al pensiero di gruppo, poiché quando essa si verifica all'interno di un gruppo, ogni membro del gruppo sente meno la responsabilità di esprimere le proprie opinioni o idee, il che porta al pensiero di gruppo. Pertanto, quando si verifica la diffusione di responsabilità all'interno dei gruppi, è molto più probabile che si verifichi il pensiero di gruppo.

### Pigrizia sociale
La pigrizia sociale è la tendenza degli individui a fare meno sforzi quando lavorano collettivamente rispetto a quando lavorano individualmente. La teoria dell'impatto sociale considera la misura in cui gli individui possono essere visti come fonti o obiettivi di influenza sociale. Quando gli individui lavorano collettivamente, le esigenze di una fonte esterna di influenza sociale (ad esempio, uno sperimentatore o il proprio capo) sono diffuse su più obiettivi (diffusione della responsabilità tra tutti i membri del gruppo), portando a una riduzione dei livelli di sforzo. Per quanto riguarda i compiti individuali, tale diffusione non ha luogo e gli individui lavorano duramente, poiché non vi è diffusione di responsabilità. Si ritiene che la divisione dell'influenza sociale sia una funzione della forza, dell'immediatezza e del numero di fonti e obiettivi presenti, e si prevede che seguirà una funzione inversa secondo cui ogni membro aggiuntivo del gruppo avrà meno influenza all'aumentare della dimensione del gruppo. La diffusione di responsabilità è una causa diretta della pigrizia sociale, poiché quando essa si verifica all'interno di un gruppo, i membri del gruppo non si sentono responsabili delle proprie azioni e hanno molte più probabilità di essere affetti da pigrizia sociale.

### Comportamento di aiuto
Esperimenti di psicologia sociale hanno dimostrato che l'incapacità delle persone di assistere gli altri nelle emergenze non è dovuta all'apatia o all'indifferenza, ma piuttosto alla presenza di altre persone. Ciò è spiegato sia dall'effetto spettatore che dalla diffusione di responsabilità. Nel 1968 e in una serie di esperimenti che seguirono, John Darley e Bibb Latané dimostrarono che la scelta di un individuo di aiutare o intervenire in caso di emergenza dipendeva dal numero di astanti. La dimensione del gruppo influenzava in modo significativo la probabilità di aiutare in un'emergenza in scena: l'85% dei partecipanti rispondeva con l'intervento quando era da solo, il 62% dei partecipanti agiva quando era con un'altra persona, e solo il 31% agiva quando c'erano altri quattro astanti. Altri studi hanno replicato il fenomeno, tra cui segnalazioni di emergenze reali come la chiamata di un'ambulanza per pazienti con overdose e l'offerta di massaggio cardiaco dopo un arresto cardiaco.
In situazioni ambigue, la valutazione della situazione da parte dell'individuo e la successiva azione o inazione dipendono in gran parte dalle reazioni di altre persone. L'interpretazione degli altri astanti in un'emergenza influenza la percezione dell'incidente e il comportamento d'aiuto. In un altro studio, è stato dimostrato che la diffusione di responsabilità non si verifica se un altro passante viene percepito come incapace di aiutare.
La psicologia di gruppo può anche influenzare positivamente il comportamento; nel caso in cui uno spettatore si assuma la responsabilità della situazione e intraprenda azioni specifiche, è più probabile che altri astanti lo seguano. Pertanto, la presenza di altre persone influenza il comportamento di aiuto individuale sia attraverso processi di influenza sociale che di diffusione della responsabilità.

### Disimpegno morale
La diffusione di responsabilità può influire negativamente sulla morale personale. Con la diffusione di responsabilità, è stato riscontrato che le persone si sentono meno responsabili del proprio lavoro. Questa mancanza di responsabilità può essere dovuta al fatto che il lavoro sia diviso tra i membri di un gruppo e quindi nessun membro sente una grande quantità di responsabilità per l'organizzazione o il progetto complessivo. È stato scoperto che molti membri si limitano a concentrarsi sul loro lavoro individuale, dimenticando qualsiasi aspetto morale. Concentrarsi esclusivamente sugli aspetti funzionali del proprio lavoro è il risultato della divisione del lavoro, che è un meccanismo che favorisce la diffusione della responsabilità. Questo può essere molto preoccupante per le organizzazioni poiché in esse la divisione del lavoro è una pratica comune.
Il disimpegno morale è particolarmente importante nelle organizzazioni perché le strutture burocratiche e la divisione del lavoro sembrano prestarsi a meccanismi di disimpegno morale come la diffusione e lo spostamento della responsabilità. Anche l'etichettatura eufemistica è comune nelle organizzazioni, come quando i manager si riferiscono ai licenziamenti come "ridimensionamento". Inoltre, con le vittime lontane dalla visuale immediata, la globalizzazione rende più semplice ignorare o distorcere le conseguenze dannose delle azioni aziendali. Pertanto, il concetto di disimpegno morale sembra molto rilevante per comprendere il comportamento non etico nelle organizzazioni del XXI secolo.

### Propensione al rischio
L'effetto di spostamento verso il rischio è la maggiore probabilità che un gruppo supporti o partecipi a una decisione o azione rischiosa. I gruppi più grandi consentono una più ampia diffusione di responsabilità rispetto ai gruppi di due o tre. All'aumentare della dimensione del gruppo, aumenta anche la probabilità che il gruppo contenga almeno un membro altamente propenso al rischio e influente, il quale potrebbe essere in grado di prevalere sugli altri. Ciò dimostra come una dimensione del gruppo più ampia e la maggiore propensione al rischio di una persona possano causare la diffusione di responsabilità da tutti i membri del gruppo verso il membro che assume rischi. Dal punto di vista dei processi di gruppo, quindi, è stato dimostrato da vari studi che l'effetto di spostamento verso il rischio diventa più forte man mano che i gruppi diventano più grandi.
Nella letteratura sull'assunzione di rischio, la diffusione di responsabilità si verifica quando i singoli membri di un gruppo sentono meno la responsabilità personale per un potenziale fallimento nella ricerca di opzioni rischiose rispetto a quando agiscono da soli. Tale spostamento verso il rischio è un fenomeno stabile che è stato dimostrato in esperimenti che coinvolgono discussioni di gruppo e consenso. Ad esempio, uno studio che utilizza rischi e profitti basati su guadagni e perdite monetari per le prestazioni di risoluzione dei problemi, ha riscontrato una maggiore percentuale di spostamento, quindi un aumento dell'assunzione di rischio nel processo decisionale di gruppo.
Altre ricerche suggeriscono che gli spostamenti verso il rischio possono anche essere attribuiti ad altri fenomeni come la polarizzazione di gruppo, le regole di maggioranza, i confronti interpersonali, l'influenza informativa e la familiarizzazione. Come la diffusione di responsabilità in situazioni di emergenza, maggiore è la dimensione del gruppo durante le condizioni di discussione e scambio di informazioni, maggiore è lo spostamento verso il rischio.

### Effetto spettatore
Nato dallo sfortunato caso di Catherine "Kitty" Genovese, l'effetto spettatore è una nozione psicologica che è emersa in tutta la sua evidenza nella New York degli anni '60 e che sembra gettare una luce prevalentemente scoraggiante sul comportamento umano. Essa sottolinea la riduzione della probabilità che una persona agisca immediatamente in una determinata situazione mentre fa parte di un gruppo o è attorno ad altre persone.
In uno studio, Darley e Latané hanno osservato i tentativi dei soggetti di aiutare quando hanno visto un altro soggetto avere un malore. Mentre alcuni soggetti pensavano di essere i soli a osservare l'evento, altri pensavano che un altro o altri quattro astanti (anch'essi soggetti sperimentali) stessero osservando la stessa scena. I ricercatori hanno scoperto che i soggetti avevano meno probabilità di aiutare, maggiore era il numero di astanti, dimostrando l'"effetto spettatore".
L'effetto spettatore è un tipo specifico di diffusione della responsabilità, quando le risposte delle persone a determinate situazioni dipendono dalla presenza di altre. L'effetto spettatore si verifica quando più individui stanno osservando una situazione ma non intervengono (o ritardano o esitano ad intervenire) perché sanno che qualcun altro potrebbe intervenire e si sentono meno responsabili di farlo. Ciò è direttamente causato dalla diffusione di responsabilità, poiché è dimostrato che gli individui hanno molte meno probabilità di intervenire in una situazione in cui sanno che gli altri stanno guardando; la responsabilità dell'aiuto è diffusa tra il gruppo di astanti e ogni astante non sente tale responsabilità, quindi nessuno aiuta.
Tuttavia, è stato dimostrato che le risposte delle persone e i livelli di aiuto possono cambiare sensibilimente a seconda del tipo di situazione.
.